# Kanton Vermand
Der Kanton Vermand war von 1790 bis 2015 ein französischer Wahlkreis im Arrondissement Saint-Quentin, im Département Aisne und in der Region Picardie; sein Hauptort war Vermand. Die landesweiten Änderungen in der Zusammensetzung der Kantone brachten im März 2015 seine Auflösung.
Der Kanton Vermand war 167,30 km² groß und hatte 9663 Einwohner (Stand: 2012).

## Gemeinden
| Gemeinde               | Einwohner | Code postal | Code Insee |
| ---------------------- | --------- | ----------- | ---------- |
| Attilly                | 397       | 2490        | 02029      |
| Beauvois-en-Vermandois | 306       | 2590        | 02060      |
| Caulaincourt           | 121       | 2490        | 02144      |
| Douchy                 | 150       | 2590        | 02270      |
| Étreillers             | 1.105     | 2590        | 02296      |
| Fayet                  | 580       | 2100        | 02303      |
| Fluquières             | 197       | 2590        | 02317      |
| Foreste                | 143       | 2590        | 02327      |
| Francilly-Selency      | 435       | 2760        | 02330      |
| Germaine               | 67        | 2590        | 02343      |
| Gricourt               | 739       | 2100        | 02355      |
| Holnon                 | 1.334     | 2760        | 02382      |
| Jeancourt              | 263       | 2490        | 02390      |
| Lanchy                 | 63        | 2590        | 02402      |
| Maissemy               | 194       | 2490        | 02452      |
| Pontru                 | 276       | 2490        | 02614      |
| Pontruet               | 324       | 2490        | 02615      |
| Roupy                  | 262       | 2590        | 02658      |
| Savy                   | 704       | 2590        | 02702      |
| Trefcon                | 95        | 2490        | 02747      |
| Vaux-en-Vermandois     | 131       | 2590        | 02772      |
| Vendelles              | 127       | 2490        | 02774      |
| Le Verguier            | 230       | 2490        | 02782      |
| Vermand                | 1.069     | 2490        | 02785      |

## Einwohner
| Bevölkerungsentwicklung | Bevölkerungsentwicklung |
| Jahr                    | Einwohner               |
| ----------------------- | ----------------------- |
| 1962                    | 6856                    |
| 1968                    | 7312                    |
| 1975                    | 8735                    |
| 1982                    | 8948                    |
| 1990                    | 9134                    |
| 1999                    | 9312                    |
| 2006                    | 9334                    |
| 2011                    | 9619                    |